# Resolução 114 do Conselho de Segurança das Nações Unidas
Resolução 114 do Conselho de Segurança das Nações Unidas, foi aprovada em 4 de junho de 1956, depois de receber um relatório do Secretário-Geral, o Conselho observou que o progresso tinha sido feito no sentido da adoção das medidas específicas estabelecidas na Resolução 113 do Conselho de Segurança das Nações Unidas, mas que o cumprimento integral dos acordos de armistício e uma série das resoluções do Conselho ainda não haviam sido feitas. O Conselho declarou que todas as partes do Armistício devem cooperar com o Secretário-Geral e o Chefe da Organização de Supervisão de Trégua das Nações Unidas na Palestina e que os observadores das Nações Unidas deve ter total liberdade de movimento.
O Conselho ainda solicitou que um relatório do Chefe da Organização deve ser mandado sempre que qualquer ação for feita por uma das partes do Acordo de Armistício que constitui uma grave violação do referido acordo e que o Secretário-Geral e que continue seus bons ofícios com as partes e informá-los conforme o caso.
Foi aprovada por unanimidade.